# Matilde (Santa Fe)
Matilde es una comuna del Departamento Las Colonias, Santa Fe, Argentina, a 35 km de la capital provincial.
Sus principales actividades económicas son la agricultura, la ganadería y la industria molinera.

## Rutas de acceso
La distancia que la separa de la ciudad capital de la provincia, Santa Fe, es de 35 km todo por asfalto. podrían ir por la autopista pero no hay bajada. 
Dista a sólo 20 km hacia el oeste del aeropuerto de Sauce Viejo y a 50 km de la ciudad de Esperanza, cabecera del departamento Las Colonias.
A 145 km de Rosario y a 450 de la Capital Federal, yendo por ruta 11 ( ya que no hay bajada ) hasta Coronda y luego todo por autopista.
Se puede ingresar a Matilde por la RN 11 por el sector oeste, empalmando con la ruta provincial RP 36-S. Otra forma de acceder es por la RN 19 por la localidad de San Agustín, tomando el camino secundario que une ambas localidades por el sector norte. (12 km de tierra en pésimo estado).
Un ingreso secundaria es a través de San Carlos Sur, transitando el camino que los une, el cual se encuentra en deplorables condiciones.

## Santa Patrona
- En Plaza Matilde: Santa Matilde, festividad: 14 de marzo
- En Estación Matilde: Cristo Crucificado, festividad: 20 de septiembre

### Iglesias y Capillas
- Iglesia "Santa Matilde" - Monumento Histórico
- Capilla "Cristo Crucificado"

## Creación de la Comuna
- 23 de abril de 1884

## Historia
En 1879, se fundó Plaza Matilde, a instancias de Petrona Candioti de Iriondo, (hija de Francisco Candioti, llamado el “príncipe de los gauchos” y primer gobernador de Santa Fe) en la parte oeste de su propiedad denominada “monte de los Padres”. Una dama de la sociedad santafesina de entonces.
Los primeros pobladores fundadores fueron en su mayoría de origen italiano y el pueblo comenzó lentamente su historia, casi calcada, copiada, como la de cientos de pueblos de la provincia de Santa Fe.
Crecería en torno de la plaza, se iría expandiendo, parecía que todo estaba predeterminado, y que así sería su destino de pueblo de la pampa gringa.
Vaya a saber porque razón, en 1889, cuando la línea ferroviaria que une Buenos Aires con Santa Fe, debía pasar por plaza Matilde, la estación se ubica 3 km más al este. Esto hizo que el interés de los pobladores nuevos, se fuera volcando más hacia donde estaba ubicada la estación de tren que por esos años era muchas veces el polo de desarrollo más importante, que tenía un pueblo. Todos querían vivir cercano a ella.
Tenemos otros ejemplos de situaciones similares en la provincia de Santa Fe: Plaza Clucellas, Estación Clucellas, San Agustín, Estación San Agustín, etc.
Para acelerar más este proceso, en 1892, se levanta, un molino harinero, (aún hoy existente) cercano a la estación Matilde. Lo cual hizo que los trabajadores fueran dándole vida y más población a la zona cercana a la estación, en desmedro de Plaza Matilde, que con 10 años de vida había concentrado alrededor de su plaza lo típico de entonces de un pueblo rural de la provincia de Santa Fe y porque no, de toda la pampa húmeda argentina.
La plaza, la iglesia, dos panadería, uno o dos “ramos generales”, una pulpería, un salón recreativo para ocasionales fiestas, la escuela fiscal, algunas casas un poco más allá y luego el campo, eje productivo y razón de ser al fin de estos pueblos.La Plaza Matilde quedó como detenida en el tiempo y no creció más, pero conserva aún hoy casi intactas las características que tenía por allá, a fines del siglo XIX.
Esta situación, que seguramente habrá sido un fuerte freno al desarrollo del pueblo fundado en 1879, y para los que habían apostado a radicarse allí, hizo que hoy podamos disfrutar de las características casi únicas que presentan estos dos pueblos.
Quien imaginaría, que, muchos años después servirían estas particularidades, que debieron ser muy enojosas en su momento, para que sea declarada Plaza Matilde y Estación Matilde como Pueblo Rural por el Programa Nacional de Turismo Rural de la Secretaría de Turismo y la Secretaría de Agricultura, Ganadería y Pesca de la Nación.

## Fuga del Triple Crimen de General Rodríguez
En la madrugada del 26 de diciembre de 2015 los hermanos Lanatta y Víctor Scialicci se fugaron de un penal de alta seguridad en General Alvear.
El 7 de enero de 2016 a las 7:00 AM los prófugos (Hermanos Lanatta y Schilacci) se balearon con efectivos de gendarmería nacional, resultando herido un gendarme. Este hecho sucedió en un campo dentro de la jurisdicción de San Carlos Sud, entre esta localidad y Gessler. Los prófugos lograron escapar de este tiroteo pero cerca de las 8:30 AM se produjo otro tiroteo contra oficiales en las cercanías de las piletas de tratamientos de sustancias cloacales de la ciudad de San Carlos Centro. Estas piletas también se encuentran en la cercanía de otros dos pueblos, San Agustín y San Carlos Norte. Nuevamente los prófugos lograron escapar.
Desde entonces se armó un megaoperativo de seguridad nacional, con actuación de Gendarmería Nacional, Policía de Seguridad Aeroportuaria, Policía Federal, Policía de la Provincia de Santa Fe, policías locales de los pueblos de la zona de búsqueda, miembros del grupo de élite Halcón, 4 helicópteros, y demás efectivos de seguridad, completando en la suma de todos estos más de 600 unidades. 
Se estableció como base de operaciones al Centro de Exposición y Ventas de San Carlos Centro. El megaoperativo de búsqueda se realizó en una zona de importante tamaño, dentro de un radio de 25 kilómetros a la redonda de San Carlos pero principalmente en el cuadrado formado entre las localidades de San Carlos Norte, San Carlos Sud, San Agustín y Matilde.
La noticia y el seguimiento de los hechos tuvo altísima importancia nacional en todos los medios del país, quienes transmitieron de manera directa desde la zona de búsqueda, siendo una de los acontecimientos policiales de la Argentina más importantes del siglo XXI.

## Festividades
Festividades de Matilde, único pueblo rural de la provincia de Santa Fe declarado por el Programa Nacional de Turismo Rural dependiente de la Secretaría de Turismo y la Secretaría de Agricultura, Ganadería y Pesca de la Nación.
* Fiesta Provincial de la Harina
- 3.ª Fiesta de la Harina
- 2.ª Feria Molinera de la Ind. Molinera
- Jueves 12 de octubre de 2007

### Bibliotecas
- Biblioteca Popular "Walter Gunziger"

Tel. 0342- 4993103

### Instituciones Culturales
A.R.U.M.A. (Artistas Unidos Matildenses)
Bv. San Martín s/n Estación Matilde
Teléfonos: +54 (0342) 4993036 / 4993102 / 4993103 / 4993118
- Historia de AR.U.MA.

Artistas Unidos Matildenses, su historia, como surgió:
Nació el 9 de noviembre de 2001.
Desde las primeras décadas de su creación, Matilde se caracterizó por poseer artistas de renombre, tal Gregorio “GOYO” Martín, artista plástico; entre sus obras más conocidas la obra pictórica realizada en la cúpula de la Iglesia San Carlos Borromeo (San Carlos Centro), y el telón de fondo del escenario de la Sociedad Recreativa Matilde.
Podemos mencionar también a artesanos en cuero como Erico Coggiola y Berone, en madera, Leonildo Gilotti y Guerino Piccoli; tallas en asta, Eusilio Ayala, a quienes rescatamos, entre otros, como baluartes de nuestra historia artístico cultural.
Con el transcurso de los años, fue Nelso Berutti con sus historietas y dibujos humorísticos quien continuara más asiduamente con el arte matildense profundizando además sus conocimientos con el maestro dibujante Torino en la Capital Federal.
Y un poco más cercano a nuestros días será Marta Gilotti, quién se identifique como una gran artista plástica y artesana, cubriendo una amplia gama de artesanías sobresalientes dentro de género; participando asimismo en muestras particulares y grupales tanto en la ciudad de Santa Fe, como en Capital Federal hasta llegar al PALACE DE GLASE, y a obras como el retrato de la MADRE TERESA, que recibiera el reconocimiento desde CALCUTA misma.
En la década del 80 (1980), un auge a nivel nacional, incentiva el trabajo manual, el reciclado de objetos antiguos o en desuso para la decoración de nuestros hogares, las pátinas y policromías, pinturas sobre tela, porcelana en frío; llegan gracias a la importación, revistas y materiales, programas televisivos con métodos nuevos de enseñanza, surgiendo de esta manera talleres particulares.
En nuestro pueblo se abre el taller Van Gogh, donde se puede participar de todas las modalidades en arte y artesanías, nucleando gran parte de asistentes. Esta amplia gama de trabajos los lleva a exponer anualmente, formando grupos de acuerdo a las técnicas aplicadas.
Continuando con esta trayectoria artística, nace AR.U.MA. (Artistas Unidos Matildenses), el 9 de noviembre de 2001, luego de reunir más de treinta firmas en una carta presentada al Molino Matilde, donde se le pedía el local de la antigua Estación de Servicio Shell, en comodato.
Desde ese momento se forma, una Comisión Directiva, se asocian, los artistas y artesanos, y se reabren nuevos talleres al servicio de la comunidad: (Literario, Narraciones, Pintura y Reciclados, Tejido, Costura, Cocina).
En septiembre de 2002, se crea dentro de las mismas instalaciones, la Biblioteca Popular “Walter Gúziger”, dirigida por su propia Comisión de Apoyo.
AR.U.MA no sólo nuclea artistas y artesanos, sino que participa en forma activa en Salones y Muestras Plásticas, de localidades vecinas y de nivel nacional. Asimismo, se formó un Grupo denominado: “HACER PARA VENDER” donde los artesanos poseen una cooperativa de materiales con precios más accesibles, los que les permite crear y vender, contactándose con ferias y exposiciones regionales para comercializar sus trabajos y a la vez generar contactos de gran beneficio para la Institución.
AR.U.MA. es hoy la fiel imagen de un pueblo elevadamente desarrollado de nivel artístico –cultural. Representando a Matilde con gran orgullo dentro de nuestro ámbito, podemos decir que AR.U.MA. es hoy, el lugar de todos y para todos.
AR.U.MA. tiene hoy talleres de:
- Literario “De los sueños”
- De narraciones “Rincón de Aventuras”
- Teatro infantil.
- Canto
- Guitarra y teclado
- Títeres y Muñecos Country
- Jabones y Velas Artesanales
- Mimbrería
- Cerámicas
- Bisutería
- Costura
- Patinas y Policromías
- Pintura americana y Country
- Tejido a dos agujas y crochet
- Pastelería y repostería artesanal

### Establecimientos Educativos
- Escuela N.º 362 Mariano Moreno (primaria)
- Escuela N.º 311 Estanislao Zeballos (primaria)
- EESO (Escuela de Enseñanza Secundaria Orientada) N.º 568 20 de Septiembre

## Entidades Deportivas
- Club Central Matilde - (Central Matilde Fútbol Club)
- Club 20 de Junio
- Unión Bochas Club (sede social, alquiler de salones)

## Personalidades
- Historietista y dibujante:

Nelso Berutti, trabajó en permanente comunicación con los habitantes del pueblo. Estuvo a cargo del único puesto de diarios y revistas de la localidad por 40 años aproximadamente y responsable de la correspondencia por 22 años.
De niño le gustaba dibujar, para perfeccionarse tomó clases con Héctor Torino en Buenos Aires.
Realizó historietas cómicas basándose en la vida real, en lo ridículo, en la filosofía humana, con juegos de palabras.
Sus dibujos tomaron conocimiento público a partir de la Primera Muestra de Artesanías y Obras Pictóricas realizadas en 1996 por Marcela Arcando donde expusieron artistas de la localidad exclusivamente. En el evento, el diario de la vecina localidad de San Carlos “La voz en la ciudad” se interesó en las creaciones de Nelso y se publicaron sus tiras cómicas en el diario quincenal.
En el año 1997, Marcela Arcando que fue alumna de dibujo de Nelso, mandó a Sorpresa y Media, programa que se emitía por canal 13 de Buenos Aires, una carta contando el sueño de Nelso; meses después recibe la respuesta y tiene lugar en el pueblo un acontecimiento de gran emotividad y alegría para todos. Se cumple el sueño de Nelso, que se publiquen sus historietas en el diario de dominio público de la región, “El Litoral”.
La sorpresa de Nelso fue al ver en primera plana del diario publicadas sus historietas y todo el pueblo acercándose con globos y una gran bandera llevada por un tractor con su leyenda: “Sorpresa y Media Pochi”. Luego festejos en la Estación y gran alegría despidiendo las cámaras que dieron a conocer a Matilde en el ámbito nacional.
Sus obras y sus carpetas de dibujo se pueden apreciar en AR.U.MA.
- Artesanía en Cemento:

Osvaldo Martín construye animales de cemento en tamaño natural. Es un creador incansable de Matilde, como lo fue su abuelo Don Goyo, quien pintó murales, paredes y e telón de fondo del salón, entre sus obras para el pueblo.
Los animales que conforman la colección de Osvaldo se exhiben en patio de su taller. Los construye por hobby en su tiempo libre como algunos cuadros que pinta al óleo. El primer animal fue un tigre de bengala, una obra e 200 kg. Sus obras son fieles representaciones de los originales teniendo entre otros una jirafa, un canguro, aves, una cebra y personajes como Patoruzú siendo esta última obra la ganadora del 1.er. Premio: “Diario El Litoral” y en el año 2004, el 3.er. Premio, su escultura de Isidoro, en el Salón de Artistas Plásticos de Esperanza y el Departamento Las Colonias.
- Artista Plástica:
- Marta Gilotti, es artista plástica de la región, fue compañera de Doris Blazer.

Para crear sus obras utiliza técnicas que son propias, formas particulares de trabajar. Con acrílicos, tinta china, grafito, acuarela, realiza falso vitro, pátinas en metal; trabaja también en cuero.
Realizó diversos arreglos y restauraciones en la localidad como el telón del escenario del salón, obra de Don Goyo, un pintor muy querido que tuvo Matilde; también restauró imágenes de la Capilla.
Una de sus obras, el retrato de la Madre Teresa de Calcuta, se trasladó hasta la India, donde obtuvo una carta de mención de la misma Madre Teresa de Calcuta y de Diplomáticos Argentinos en Calcuta.
- Pintores:
- Sebastián Mercau:

Estudiante avanzado de “Artes Visuales” en la Escuela de Diseño y Artes Visuales.
Su primera exposición fue en la “Casa de la Cultura en la Paz” Entre Ríos (a los 12 años).
Participó en la exposición esperancina.
Participó en el concurso “Iberoamericano” de Aerolíneas Argentinas en Buenos Aires.
Participó en la primera muestra de Humor Gráfico del Diario El Litoral de Santa Fe.
Su técnica, en sus primeros tiempos, fue de lápiz y tinta, luego incursionó en pintura, acrílicos, etc..
Realiza trabajos de Letrista, pintor y dibujante.
Dicta cursos en AR.U.MA. y también sus obras pueden verse expuestas allí.
- Susana Corvi:

Estudió con la profesora Elizabeth Lagger.
Técnica utilizada: Óleo sobre tela.
Participó en distintas exposiciones. Entre ellas Sociedad de Cultura de San Carlos Centro y Sociedad Esperancina de Artistas Plásticos.
- Arcando Marcela:

Alumna de Humberto Salomone en acuarelas y Eugenio Wade en óleos.
Participó en exposiciones en la Escuela de Artes Visuales, del Centro Comercial de San Carlos Centro,, Salón de la Sociedad Italiana de Socorros Mutuos, de San Carlos Centro, en el Salón de la Soc. de Canto Harmonie, de San Carlos Sur, en la exposición de Esperanza, en el Centro Cultural Villa Lafuente (Flores - Bs.As.).
Ha incursionado en técnicas mixtas, combinando óleos, telar, volúmenes, trabaja además en cestería botánica.
Obtuvo distinción en el Centro Cultural Villa Lafuente, en el Concurso Latinoamericano: “ACA, su identidad” (Flores, Bs. As.)
- Giacossa Andrea:

Alumna de la Escuela de Artes Visuales “Prof. Juan Mantovani” en el 2000, donde se le otorga el título de Prof. En Artes Visuales para el Nivel Primario. También realizó un curso: “Dibujos animados asistidos por computación 1r. Nivel,” dictado por el prof. Pablo Rodríguez Jáuregui.
Participó del “Taller del Proyecto Productivo” en la escuela de Educación Técnica N° 299.
En el 2003 obtiene una mención en el “1.er. Salón Arte Joven Láser 92.05 FM”, Sección Pintura con la obra “Nací p’ esto” realizado en Técnica Mixta.
Participó del VIII Salón Anual de Artistas Plásticos de Esperanza, dónde se le otorgó el 2.º. Premio en sección Dibujo “Fernando Espino” por su obra, “Tu cicatriz en mí” (Técnica Mixta)
Participa en exposiciones de AR.U.MA.
- Osvaldo Martín:

Ganó el Primer Premio “Diario El Litoral” d la sección escultura. (Esperanza año 2002)
- Llanos Ma. Elena de Giménez:

(Río Grande) La técnica que utiliza es óleo. Participó en la exposición de Esperanza, en el año 2003.
- Primo Hugo:

Participó en la exposición de Esperanza, (cuadro “La Crucificción”) técnica mixta. Utiliza técnica mixta y óleos.

### Músicos de Matilde
Gustavo Notta más conocido como “Arik”, en un cantor de Matilde.
Comenzó a tocar la guitarra con amigos y con una maestra de Gálvez donde aprendió los principales acordes, pero logró o que sabe de corazón y sentimiento, como él prefiere decirlo.
A partir de los 18 años, formó parte de una orquesta comercial con la cual recorrió el país y países limítrofes como Brasil y Paraguay donde conoció muchas personas, distintas culturas y vivió aventuras.
En el año 1990, Marta Longo, le propuso componer un tema para el Centenario del pueblo Estación Matilde; aceptó, gustoso, sin saber que a partir de ese momento cambiará su estilo de música; y dejando atrás al Heavy Metal, el cual lo había introducido en el campo musical, se volvió hacia valores familiares, esenciales, naturales. Comenzó a componer baladas y canciones con ritmo “folk” de las cuales no existen partituras sino que todo está en su cabeza.
Carlos Langoni y su conjunto: tiene un conjunto chamamecero, participan en eventos regionales como jineteadas, bailantas chamameceras, encuentros de agrupaciones y eventos en general.

### Empresas de Matilde
- Molino Matilde S.A.

- Fabrica de Fideos Matilde

## Sitios Gubernamentales
- Sitio provincial (enlace roto disponible en Internet Archive; véase el historial, la primera versión y la última).
- Sitio Relevamiento Patrimonial de la Provincia
- Sitio federal (IFAM) Instituto Federal de Asuntos Municipales

### Ubicación geográfica y datos del tiempo
- Coord. geográficas e imágenes satelitales de Matilde
- Coord. geográficas Estación Matilde
- Coord. geográficas Plaza Matilde

### Galería fotográfica de Matilde
- Algunas vistas de Estación Matilde y Plaza Matilde

### Publicaciones y artículos sobre Matilde declarado Pueblo Rural por la Secretaría de Turismo y la Secretaría de Agricultura, Ganadería y Pesca de la Nación
- Plaza Matilde y Estación Matilde, dos pueblos rurales (enlace roto disponible en Internet Archive; véase el historial, la primera versión y la última).
- Así nacimos / El origen de los pueblos Plaza Matilde y Estación Matilde, dos pueblos rurales

- Datos: Q6006159
- Multimedia: Matilde (Santa Fe) / Q6006159